# Mattanya Cohen

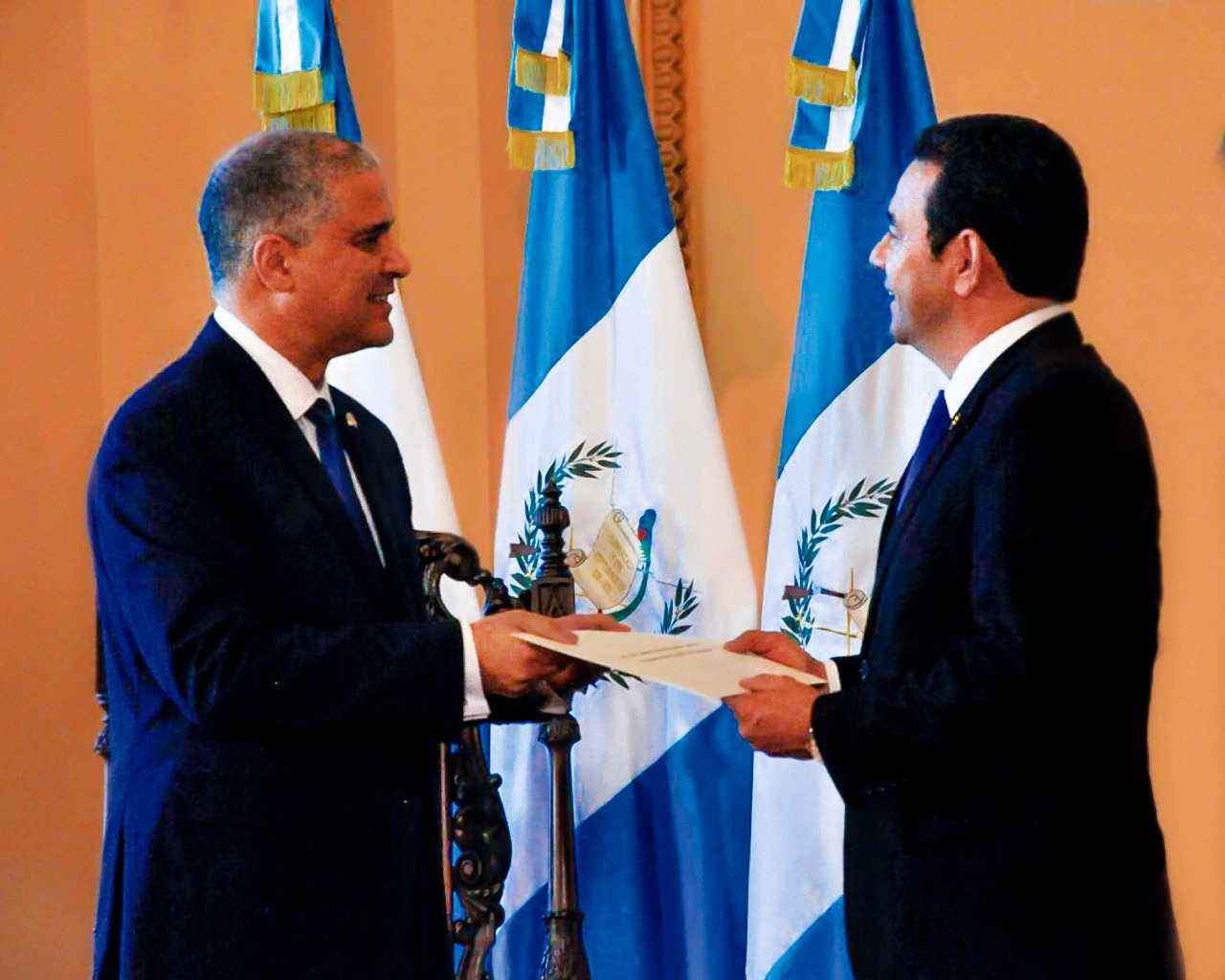
Presentación de carta de credenciales al presidente guatemalteco Jimmy Morales, septiembre de 2017.

Mattanya (Matty) Cohen (en hebreo: מתניה כהן‎; Jerusalén, 1965) es un diplomático israelí. Fue embajador de Israel en Guatemala, Honduras, El Salvador y Belice.

## Biografía personal
Nacido y crecido en el barrio Bet HaKerem en Jerusalén. Estudió en el Boyer High School en Jerusalén. De 1983 a 1987, ha servido en las Fuerzas de Defensa de Israel (IDF), donde alcanzó el rango de capitán. Después de su servicio militar, estudió relaciones internacionales en la Universidad Hebrea de Jerusalén y obtuvo un B.A. La licenciatura. En 1991, fue admitido en el curso de cadetes del Ministerio de Relaciones Exteriores de Israel y, al finalizar, ingresó al servicio exterior. Se casó con Shira en 1993 y es padre de dos hijos. Habla hebreo, inglés y español.

## Carrera diplomática
Cohen se desempeñó como jefe adjunto de misión de la embajada de Israel en Perú (1993-1996).
Se desempeñó como jefe adjunto de misión de la embajada de Israel en Chipre (1996-1999). Durante su servicio en Chipre, Cohen coordinó la visita histórica del Presidente Ezer Weizman en 1998, la primera visita de un presidente israelí a la isla. También estuvo a cargo de organizar los eventos del 50 aniversario de Israel, en Chipre.
De regreso a Israel, Cohen fue nominado como consejero en el Ministerio de Asuntos del Medio Oriente (1999-2001), y fue responsable del desarrollo de los lazos económicos y comerciales entre Israel, Autoridad Nacional Palestina y los países árabes en el Medio Oriente. Durante ese tiempo trabajó directamente con las misiones diplomáticas de Israel en Egipto, Jordania, Omán, Catar, Marruecos, Túnez y  Mauritania.

### Cónsul en Miami
Cohen se desempeñó como cónsul en el consulado general israelí en Miami, Florida (2001-2005). Durante su servicio, estrechó las relaciones con la comunidad hispana en  Florida del Sur y estableció el Departamento Asuntos Hispanos en el consulado, primer departamento en su tipo en los Estados Unidos. En este período, los años de la segunda Intifada, fue muy activo en la diplomacia pública con diferentes audiencias, entre ellas las iglesias evangélicas.
De vuelta en el Ministerio de Relaciones Exteriores en Jerusalén, Cohen fue nombrado en 2005 como subdirector del departamento de América del Sur, y en 2006, fue nombrado director del departamento de América Central y el Caribe. En esos años, representó a Israel en las asambleas generales de la Organización de los Estados Americanos (OEA).

### Embajador ante El Salvador y Belice
Cohen se desempeñó como embajador de Israel en El Salvador y embajador no residente en Belice (2007-2011). Durante su servicio, dirigió los esfuerzos para otorgar el título de Justos entre las Naciones al cónsul salvadoreño en Ginebra durante la Segunda Guerra Mundial, Arturo Castellanos, quien salvó a miles de judíos durante el Holocausto al darles documentos oficiales de ciudadanía de El Salvador. En 2010, Cohen otorgó la medalla de Justo entre las naciones a la familia Castellanos. En 2009, Cohen acompañó al expresidente de El Salvador, Antonio Saca, en su visita a Israel, y en 2010, acompañó al Ministro de Relaciones Exteriores de Belice, Wilfred Elrington a Israel, la primera visita de un Ministro de Relaciones Exteriores de Belice a Israel desde que los dos países establecieron relaciones diplomáticas en 1983. En 2011, Cohen recibió el título doctorado honoris causa en relaciones internacionales de la Universidad Albert Einstein en El Salvador.
En julio de 2011, Cohen regresó a Israel y fue nombrado jefe del departamento de capacitación de Mashav (Agencia Israelí de Cooperación Internacional para el Desarrollo). Su trabajo incluía la responsabilidad de cientos de actividades de capacitación en Israel y en el extranjero. Estuvo a cargo de miles de profesionales que llegaron a estudiar a Israel desde más de 100 países en desarrollo. Cohen estableció actividades de cooperación trilateral, en beneficio de los países en desarrollo, con otros países donantes, así como con organizaciones internacionales.

### Embajador ante Guatemala y Honduras
Cohen se desempeñó como embajador de Israel en Guatemala y embajador no residente en Honduras (2017-2022). Durante su servicio en estos dos países, jugó un papel significativo en la decisión de sus gobiernos de reconocer a Jerusalén como la capital de Israel y de trasladar sus embajadas a esa ciudad. Guatemala lo hizo en mayo de 2018 y Honduras en junio de 2021. Cohen inició una campaña entre los alcaldes en Guatemala para nombrar calles en sus ciudades «Jerusalén Capital de Israel». Hasta ahora, hay 34 ciudades en Guatemala, incluida la capital ciudad de Guatemala que aceptó el desafío, convirtiendo a Guatemala en el primer país del mundo con calles que llevan este nombre. Acompañó las visitas en Israel de los presidentes de Guatemala, Jimmy Morales (mayo de 2018 - para la apertura de la embajada de Guatemala en Jerusalén) y Alejandro Giammattei (diciembre de 2019), así como del Presidente de Honduras, Juan Orlando Hernández (septiembre de 2019 - para la apertura de la oficina comercial de Honduras en Jerusalén). Para honrar a Israel por su 70 aniversario, inició el «Desfile de Celebración para Israel» en las calles de la ciudad de Guatemala con miles de participantes. El desfile se ha convertido desde entonces en una tradición anual. Su misión diplomática en Honduras finalizó en noviembre de 2021 cuando se nombró a un nuevo embajador para ese país.
En 2023, Embajador Cohen fue nombrado como Director Adjunto de la división de América Latina y el Caribe en la Cancillería en Jerusalén.

## Distinciones
- Distinción Honorífica «Noble Amigo de El Salvador» otorgada por la Asamblea Legislativa de El Salvador (2011).
- Condecoración de la Orden Nacional José Matías Delgado, en el Grado de Gran Cruz Placa de Plata, otorgada por el Presidente de El Salvador (2011).
- Doctor honoris causa en Relaciones Internacionales de la Universidad Albert Einstein en El Salvador (2011).
- Orden Francisco Morazán en el Grado de Gran Cruz Placa de Plata, Honduras (2022)[8]
- Orden de Antonio José de Irisarri, otorgada por el presidente de Guatemala (2022).
- Reconocimiento entregado por el Congreso de la República de Guatemala (2022).